# كارل راسيل
كارل راسيل (بالإنجليزية: Carl Russ)‏ هو لاعب كرة قدم أمريكية أمريكي، ولد في 16 فبراير 1953 في مسكيغون في الولايات المتحدة.